# Kostel svatého Jakuba Staršího (Přepeře)
Římskokatolický farní kostel svatého Jakuba Staršího v Přepeřích je pozdně gotická sakrální stavba. Od roku 1964 je kostel chráněn jako kulturní památka.

## Historie

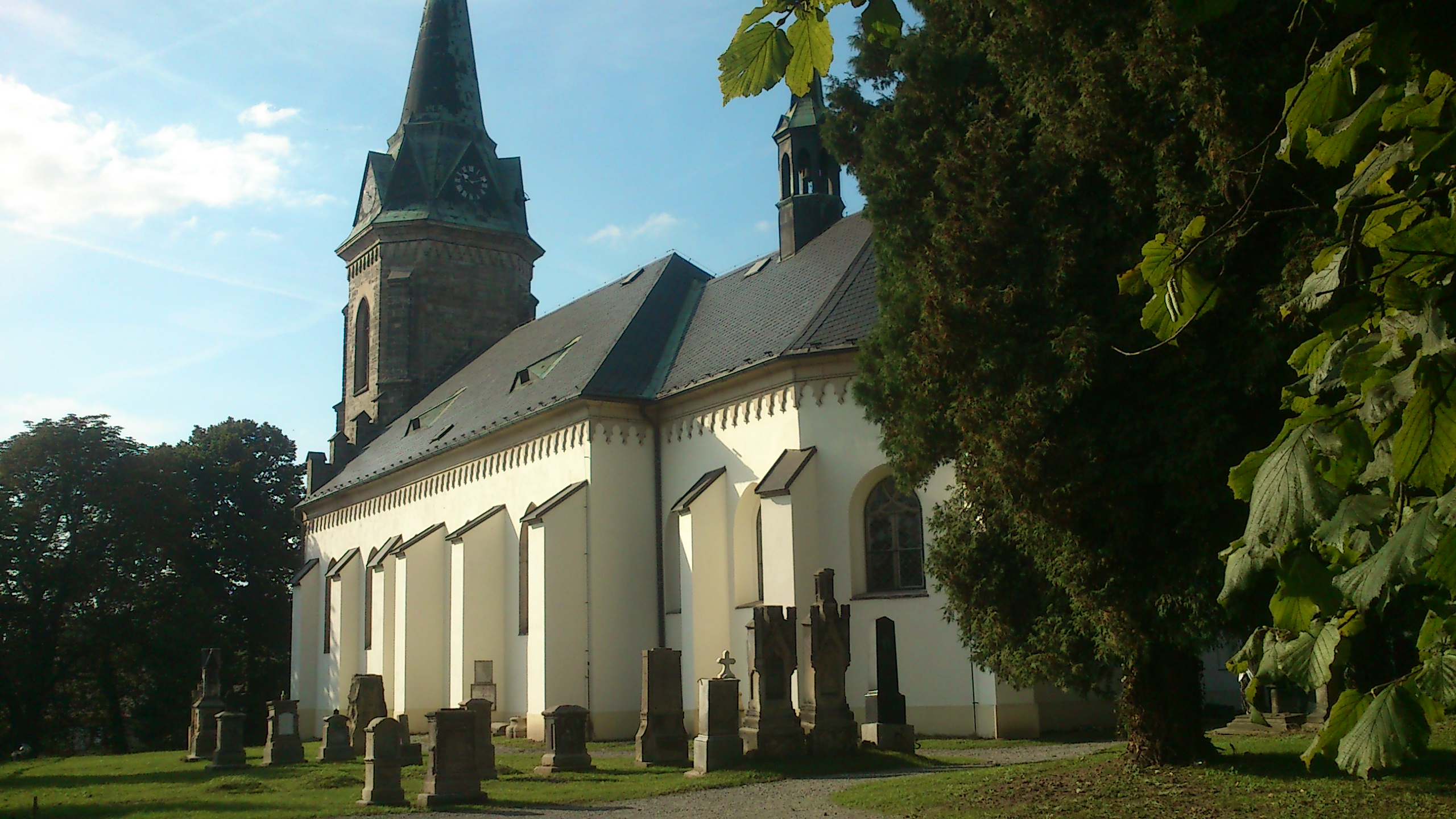
Kostel od závěru

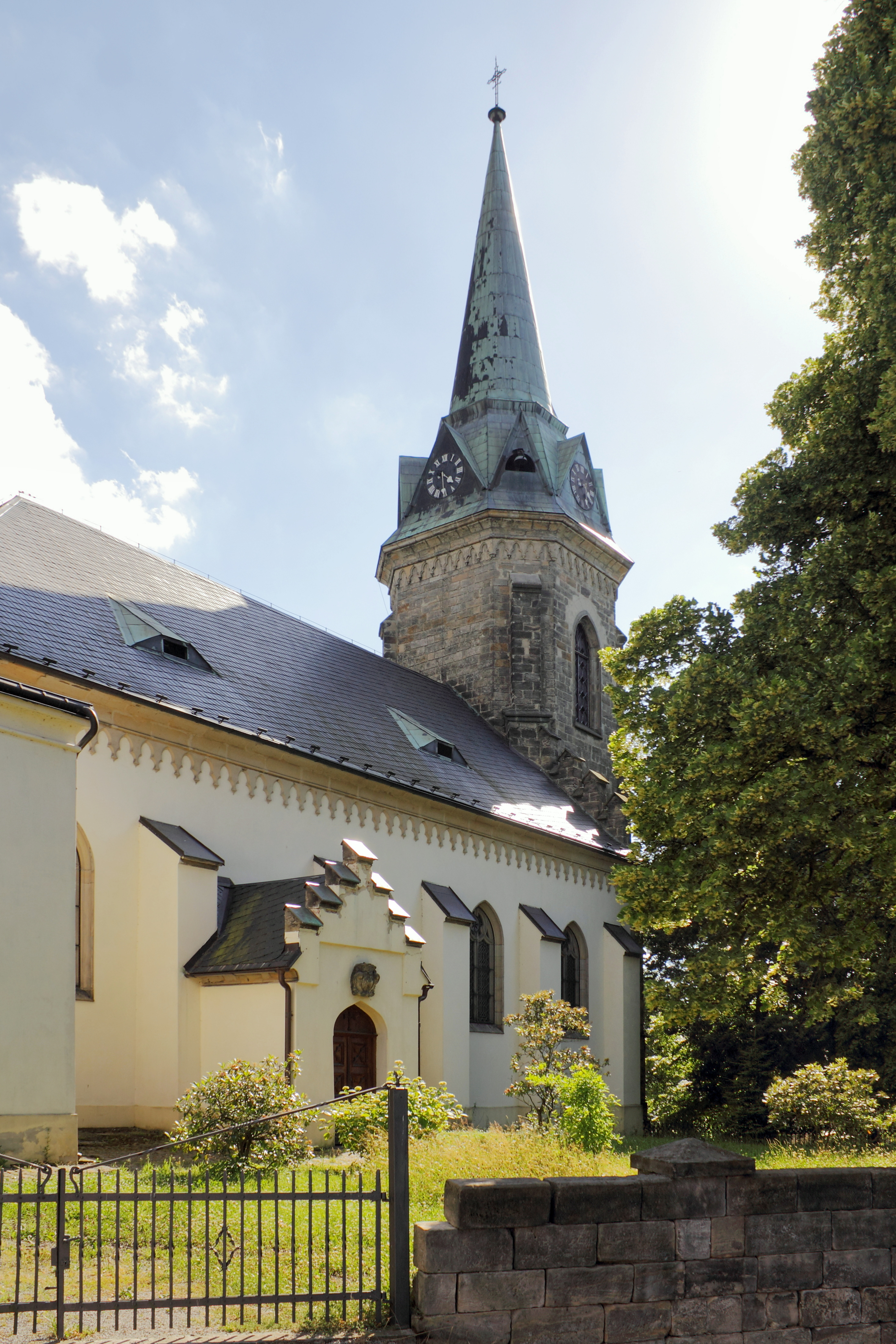
Vchod do kostela

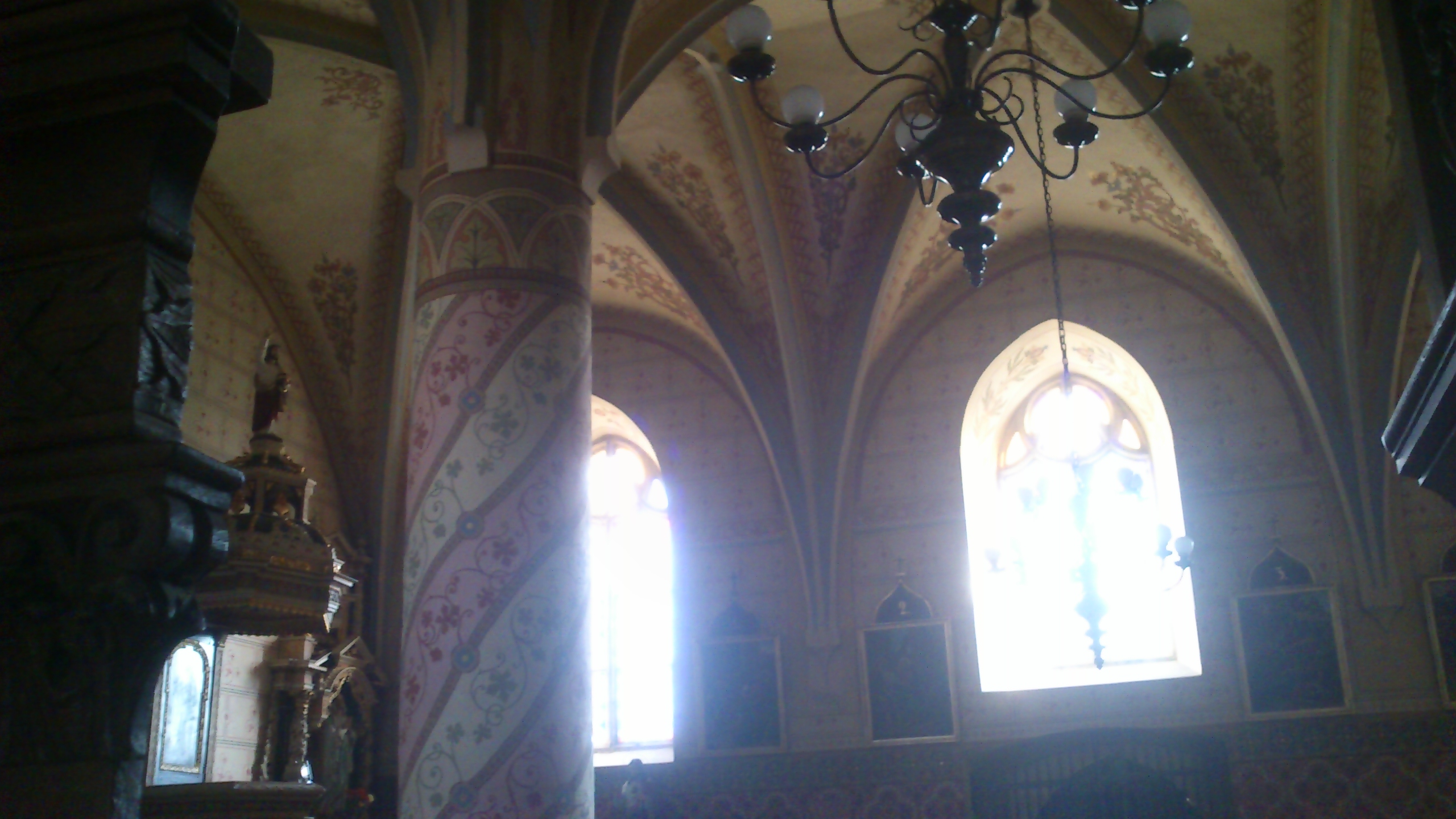
Klenba v lodi kostela

Nejstarší nalezené prvky dokazují existenci kostela již v letech 1340-1350. Kostel byl rozšířen pozdně gotickou přestavbou mezi roky 1545–1557. O přestavbě roku 1545 svědčí deska s aliančním znakem Adama z Vartenberka a Sybily, rozené Šlikové, s datem – deska je dnes zazděná nad vchodem do sakristie. O dokončení přestavby roku 1557 svědčí deska uvnitř lodi na jižní stěně u svazku žeber vedle vchodového portálu. V letech 1871–1873 byl pak kostel přestavěn do dnešní podoby – loď byla zvětšena a byla přistavěna věž.

V letech 2003–2010 prošel kostel celkovou generální rekonstrukcí, na níž se podílela celá škála různých firem s různými profesemi. V první etapě byla obnovena střecha kostela, fasáda lodě a restaurovány dveře, vnější schody, vitráže a mříže. Ve druhé etapě došlo k restaurování oltářů, které byly po dlouholetém zatékání v dezolátním stavu, kostelních lavic, kazatelny, varhan a k celkové výmalbě kostela. Architektem rekonstrukce a jejím dodavatelem byl Břetislav Kafka se společností Ateliéry pro práce chrámové. Pražský arcibiskup Dominik Duka za tento architektonický počin udělil cenu Opera Historica, kterou v roce 2019 převzal z rukou litoměřického biskupa Jana Baxanta jak liberecký arciděkan Radek Jurnečka tak i architekt a dodavatel Břetislav Kafka.

## Architektura
Kostel tvoří síňové dvoulodí, které vzbuzuje dojem nedostavěné trojlodní haly. Má obdélný, polygonálně uzavřený presbytář s obdélnou sakristí po severním boku. Na sakristii se nachází tesaný alianční znak Valdštejnů s letopočtem 1545. V západním průčelí kostela je hranolová věž. Kostel má severní předsíň. Kolem kostela jsou opěráky. Presbytáři jsou hrotitá okna s původními kružbami.
Dvoulodí je rozděleno čtyřmi válcovými pilíři na širší jižní loď a severní užší loď. Obě lodě jsou sklenuty žebrovými kříži, které vybíhají bez podpěr. Na desce pod cípy žeber mezi okny jižní lodi je letopočet 1551. Kruchta je novogotická a spočívá na čtyřech sloupech. Triumfální oblouk je hrotitý. Presbytář má v klenbě jedno pole žebrové křížové klenby. Závěr je sklenut parsčitým žebrovím. Výběh žebra je proložen reliéfními deskami, které jsou polychromované a představují portréty. Do sakristie vede sedlový profilovaný portál. Sakristie a depozitář, a rovněž oratoř nad ním, je otevřená obloukem do presbytáře. Tyto prostory jsou sklenuty valeně.

## Zařízení
Zařízení kostela je ze 16.–19. století. Hlavní oltář je barokní, portálový a sloupkový s akantovými křídly. Pochází z počátku 18. století. Jsou na něm obrazy sv. Jakuba a sv. Kateřiny od L. F. Bernarda z roku 1872 a nové sochy, oproti vzniku oltáře, nacházející se na portálech s perspektivními špaletami. Boční oltáře jsou dva. Jedná se o barokní, sloupové, portálové, dvoupatrové oltáře, obtočené rozvilinami. Pocházejí z konce 17. století. Na levém oltáři je obraz sv. Barbory z roku 1879, který je rovněž dílem L. F. Bernarda. Na pravém oltáři je socha sv. Kryštofa. Renesanční kazatelna, která byla raně barokně upravená nese reliéfy emblémů čtyř evangelistů a sochu Dobrého pastýře. Křtitelnice je raně barokní z konce 17. století. Jsou na ní tesané andílčí hlavy a rozviliny. V kostele je také rozvilinový rám z období kolem roku 1700 s obrazem Čtrnácti sv. pomocníků. Dřevěný pozdně gotický krucifix pochází z počátku 16. století. Dveře severní předsíně jsou barokní. Mají řezané rozvilinové výplně z období kolem roku 1700.
Ve věži je zachován jediný zvon sv. Barbora zřejmě ulitý roku 1566 (na zvonu datace M D VXVI, správně snad M D LXVI) s českými nápisy vyvedenými kapitálou od mistra Petra z Mladé Boleslavi. Zachovaný je i sanktusový zvon s nerozluštěným nápisem gotickou minuskulou, který J. V. Šimák pokládal za nejstarší zvon v celém Pojizeří a datoval ho do 14. století.

## Okolí kostela
Na cestě k Příšovicím se nachází barokní socha sv. Agáty z 18. století. Socha má novou hlavu. Socha sv. Jana Nepomuckého je barokní z roku 1733. Na jejím soklu jsou reliéfy sv. Josefa, sv. Jiří, sv. Jana Křtitele a Madony. Na rozcestí silnice Liberec–Turnov se nachází empírový pyrám datovaný do roku 1813.